# Евля
Евля — починок в Юрьянском районе Кировской области. 
Включен в Реестр зарегистрированных в Государственный каталог географических названий (АГКГН) географических названий объектов на 18.11.2010. Кировская область — под номером 339936.

## Население
| 2010 |
| ---- |
| 0    |

## Поблизости
Расстояния указаны по прямой
- поч. Никон Заречный (↗ 1 км)
- д. Великая (↗ 1.9 км)
- пос. Мосинский (↗ 2.2 км)
- ж/д каз. 83 км (↗ 2.5 км)
- ж/д раз. Мосинский (↗ 2.5 км)
- д. Лызгач (↗ 3 км)
- д. Хлысталово (↗ 3.4 км)
- д. Воронское (→ 3.7 км)
- д. Нагоряне (↗ 3.9 км)
- д. Нижнее Хлысталово (↑ 4 км)
- д. Петрени (↗ 4.1 км)
- поч. Кривокорытовский (→ 4.3 км)
- пос. Верходворская Больница (↘ 4.5 км)
- с. Верходворье (→ 4.9 км)
- д. Волостница (↖ 5.1 км)
- ж/д каз. 79 км (→ 5.1 км)
- поч. Тепляшин (↖ 5.3 км)
- д. Сидоровичи (→ 5.6 км)
- д. Сороки (↗ 5.8 км)
- д. Кузнецы (→ 5.8 км)